# Крымскотатарская автономия

Доля крымских татар в населении районов Крыма по данным Всеукраинской переписи населения 2001 года

Крымскотатарская автономия (укр. Кримськотатарська автономія, крымскотат. Qırımtatar muhtariyeti, Къырымтатар мухтариети) — проект создания национально-территориальной автономии крымских татар на территории крымского полуострова в составе Украины.

## Предыстория
Крымская Автономная Советская Социалистическая Республика в составе РСФСР была образована в 1921 году на части территории бывшей Таврической губернии. Среди различных исследователей существуют разногласия относительно того, являлась ли Крымская АССР национальной или территориальной автономией.
В статье «К провозглашению Крымской Республики», опубликованной 25 октября 1921 года в газете Народного комиссариата РСФСР по делам национальностей «Жизнь национальностей», утверждалось, что вопрос о создании национальной автономии в Крыму решался в условиях горячих споров, в ходе которых многие выступали за придание полуострову статуса области, однако в итоге было решено, «что заинтересованность всей Федерации в Крыму может иметь свои положительные результаты лишь в попутном удовлетворении насущных нужд местного коренного населения». «Нельзя было оставить без внимания то важное обстоятельство, что самая компактная часть крымской деревни — татары, составляющие вместе с немногочисленным пролетариатом городов базу Советской Власти в Крыму, в течение долгих лет подвергались физической и культурной деградации, благодаря тем экономическим условиям, в которые они были поставлены старым режимом», — говорилось в ней. Исходя из этого, Центральная Советская власть для «вызова полного доверия со стороны коренного населения» и «непосредственной помощи и участия последнего в деле нового советского строительства» приняла решение о предоставлении ему «широких прав, которые позволили бы ему с достаточной свободой и гибкостью решительно приступить к разрешению ряда остро стоящих вопросов». Крымская республика была охарактеризована в статье как «закрепление максимума автономных прав и инициатив для широких трудовых масс коренного населения в деле их культурного и экономического возрождения».

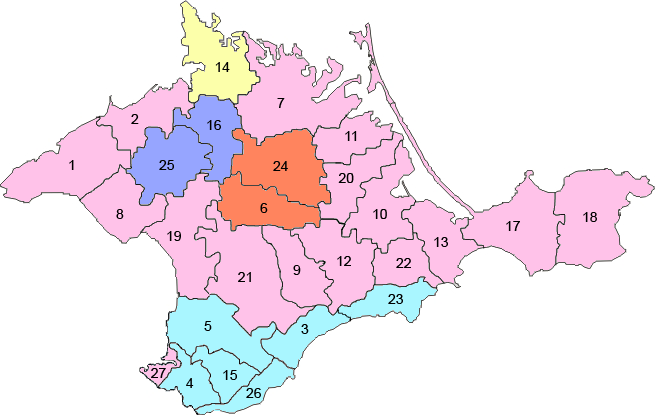
Территориальное деление Крымской АССР к 1938 году. Татарские национальные районы показаны голубым.

Коренными национальностями в Крыму советской властью были признаны два народа: крымские татары («татары-крымчаки») и караимы. При этом в Крымской АССР был решён вопрос самоуправления всех крупных этнических групп полуострова в пределах их компактного расселения путём создания национальных районов и сельсоветов. В 1930-е годы из 20 районов Крыма 6 были национальными крымскотатарскими, 2 — немецкими, 2 — еврейскими и 1 — украинским.
В 1937 году Малая советская энциклопедия писала в статье «Крымская АССР»: «Крым превращён в передовую индустриально-аграрную национальную республику».
В 1941 году Крым был оккупирован нацистской Германией, а после освобождения в 1944 году с территории полуострова были депортированы крымские татары, армяне, греки, болгары, немцы и другие народы. Затем, в 1945 году Крымская АССР была преобразована в Крымскую область, а в 1954 году советское руководство передало Крым в состав Украинской ССР.

## Современный этап
В конце 1980-х начался процесс возвращения крымских татар из депортации.
Состоявшийся в 1991 году съезд Курултая крымскотатарского народа принял «Декларацию о национальном суверенитете крымскотатарского народа», в котором полуостров провозглашался «национальной территорией крымскотатарского народа, на которой только он обладает правом на самоопределение».
20 января 1991 года был проведён референдум о государственном и правовом статусе Крыма на котором 93% жителей поддержало воссоздание Крымской АССР. С момента получения независимости Украиной полуостров является Автономной Республикой Крым в её составе.
В 2009 году Национальный центр крымских татар США и Комитет по возвращению изгнанных крымских татар на их родину обратился к Президенту США Бараку Обаме с просьбой признания крымскотатарской автономии в Крыму.
В феврале—марте 2014 года была осуществлена аннексия Крыма Российской Федерацией, в рамках федеративного устройства которой на соответствующей территории были образованы субъекты федерации — Республика Крым и город федерального значения Севастополь. Украина не признала аннексия Крыма Россией и рассматривает его как оккупацию территории АР Крым и города Севастополя Российской Федерацией.. 27 марта 2014 года Генеральная Ассамблея ООН приняла резолюцию о своей приверженности территориальной целостности Украины в её международно признанных границах..
29 марта 2014 года большинство делегатов Курултая крымскотатарского народа приняли постановление «О реализации крымскотатарским народом права на самоопределение на своей исторической территории — в Крыму», которое предусматривало начало процедур по восстановлению «национально-территориальной автономии крымскотатарского народа».
В октябре 2015 года на административной границе Крыма и Херсонской области на пропускном пункте «Чонгар» были установлены билборды с надписью «Украинская крымскотатарская автономная республика. Добро пожаловать».
28 июня 2016 года Президент Украины Пётр Порошенко заявил о поддержке включения в конституцию Украины «неотъемлемого права крымскотатарского народа на самоопределение в составе суверенного и независимого украинского государства».
7 апреля 2017 в Верховной раде Украины был зарегистрирован проект закона «О статусе крымскотатарского народа в Украине» № 6315. Законопроект предусматривает создание на территории полуострова крымскотатарской национально-территориальной автономии. Также предусмотрены квоты для крымских татар в парламенте Крыма в размере 1/3.
16 декабря 2018 года Президент Украины Пётр Порошенко заявил, что готов внести в Верховную раду законопроект о внесении изменений в Конституцию относительно крымскотатарской автономии.

## Социология
Социологическое исследование Центра Разумкова (2008—2009) показывает, что идею создания крымскотатарской национальной автономией среди жителей Крыма поддерживают 49 % крымских татар, 5,8 % украинцев и 2 % русских. Против этого выступают 91,9 % русских, 81 % украинцев, и 33,9 % крымских татар.
Опрос проведённый Фондом «Демократические инициативы» и Центром Разумкова в 2018 году показал, что 50 % жителей Украины поддерживают создание крымскотатарской национальной автономии, в то время как 28 % респондентов выступают против такой идеи.

## Сторонники
Идею создания национально-территориальной автономии в Крыму поддерживает Меджилис и Курултай крымскотатарского народа.
Среди кандидатов в президенты Украины в поддержку создания крымскотатарской автономии выступают Анатолий Гриценко, Андрей Садовый, Роман Бессмертный
18 мая 2013 года народный депутат Украины Эдуард Леонов заявил о поддержке партии «Свобода» изменения статуса полуострова на крымскотатарскую территориальную автономию. Несмотря на то, что ранее члены партии предлагали преобразовать АР Крым в область.

## Критика
Противники идеи создания автономии говорят о том, что вопрос изменения статуса полуострова нужно решать после возвращения Крыма под контроль Украины. Некоторые критики видят в создании крымскотатарской автономии угрозу для других этнических групп полуострова.
Ряд русских организаций Крыма до 2014 года в ответ на идею создания крымскотатарской автономии рассматривали возможность придания АР Крым статуса русской национальной автономии.
Доктор юридических наук Борис Бабин указывает на то, что нельзя изменить Конституцию АР Крым без решения Верховного Совета АР Крым, который прекратил свою деятельность в 2014 году.
В 2009 году депутаты Верховной рады Тарас Стецькив (НУНС) и Андрей Сенченко (БЮТ) считали, что вопрос придания другого статуса полуострову является не актуальным. Народный депутат Сергей Куницын (УДАР) в 2013 году заявил что крымские татары через 50 лет могут стать большинством и тогда этот вопрос может серьезно встать перед Украиной.
В 2016 году Андрей Сенченко заявил, что создание крымскотатарской автономии используют «кремлёвские пропагандисты», которые могут «натравливать людей разных национальностей друг на друга».